# 2. HVL 1997.
Druga hrvatska vaterpolska liga za sezonu 1997. Iznimno je u ovoj sezoni bila jedinstvena liga s osam momčadi.

## Ljestvica
| mj | klub                          | ut | pob | ner | por | gol+ | gol- | bod    |
| -- | ----------------------------- | -- | --- | --- | --- | ---- | ---- | ------ |
| 1. | Rogotin (Rogotin)             | 14 | 12  | 0   | 2   | 169  | 109  | 24     |
| 2. | Aurum osiguranje (Zagreb)     | 14 | 11  | 1   | 2   | 205  | 122  | 23     |
| 3. | KPK (Korčula)                 | 14 | 9   | 2   | 3   | 127  | 116  | 20     |
| 4. | Dupin (Tučepi)                | 14 | 4   | 2   | 8   | 96   | 131  | 10     |
| 5. | Biograd AGB (Biograd na Moru) | 14 | 4   | 2   | 8   | 93   | 117  | 10     |
| 6. | Brodograditelj (Betina)       | 14 | 4   | 1   | 9   | 108  | 143  | 9      |
| 7. | CPK (Crikvenica)              | 14 | 3   | 2   | 9   | 97   | 134  | 8      |
| 8. | Cavtat (Cavtat)               | 14 | 4   | 0   | 10  | 107  | 130  | 6 (-2) |

### Doigravanje za 1.HVL
Igrano u Sisku, 5. – 7. rujna 1997.
| mj | klub                      | ut | pob | ner | por | gol+ | gol- | bod |                  |
| -- | ------------------------- | -- | --- | --- | --- | ---- | ---- | --- | ---------------- |
| 1. | Mornar Brodospas (Split)  | 3  | 2   | 1   | 0   | 33   | 29   | 5   | I. HVL 1997./98. |
| 2. | Aurum osiguranje (Zagreb) | 3  | 2   | 0   | 1   | 38   | 26   | 4   | I. HVL 1997./98. |
| 3. | Kvarner Express (Opatija) | 3  | 1   | 1   | 1   | 33   | 33   | 3   | I. HVL 1997./98. |
| 4. | Rogotin (Rogotin)         | 3  | 0   | 0   | 3   | 28   | 44   | 0   |                  |

## Poveznice
- Prva hrvatska vaterpolska liga 1996./97.
- 3. HVL 1997.
- 4. HVL 1997.